# غانغستا
غانغستا (باليابانية: ギャングスタ، بالروماجي: Gyangusuta) هي سلسلة مانغا
يابانية من تأليف ورسم كوهسكي، نشرت من قبل شينتشوشا في مجلة كومز بانتش الشهرية منذ عام 2011. اقتبست المانغا إلى أنمي تلفزيوني من قبل استوديو مانغلوب، عرض الأنمي في 1 يوليو عام 2015 واستمر عرضه حتى 27 سبتمبر عام 2015، وتكون 12 حلقة.

## القصة
تدور أحداث القصة عن نيك ووويك، هما رجلين ياخذان الأعمال من المافيا والشرطة، في مدينة
إرجاستولوم، وهي مدينة فاسدة مليئة بالمافيا والمجرمين، ورجال الشرطة الفاسدين.

## الشخصيات

### الشخصيات الرئيسية
ووريك آركانجيلو (باليابانية: ウォリック・アルカンジェロ، بالروماجي: Worikku Arukanjero)
مؤدي الصوت: جونيتشي سوابي أيومو موراسي(أيام الطفولة)
نيكولاس براون (باليابانية: ニコラス・ブラウン، بالروماجي: Nikorasu Buraun)
مؤدي الصوت: كينجيرو تسودا
 ناتسوكي هاناي(أيام الطفولة)
أليكس بينيديت (باليابانية:  アレックス・ベネデット، بالروماجي: Arekkusu Benedetto)
مؤدية الصوت: ماميكو نوتو

### شخصيات أخرى
دكتور ثيو (باليابانية: テオ، بالروماجي: Teo)
مؤدي الصوت: ساتوشي ميكامي
نينا (باليابانية: ニナ، بالروماجي: Nina)
مؤدية الصوت: آوي يوكي
تشاد آدكنز (باليابانية: チャド・アトキンス، بالروماجي: Chado Atokinsu)
مؤدي الصوت: تيتسو كاناو
دانيال مونرو (باليابانية: ダニエル・モンロー، بالروماجي: Danieru Monrō)
مؤدي الصوت: كاتسوهيسا هوكي
ديلكو (باليابانية: デリコ، بالروماجي: Deriko)
مؤدي الصوت: توموهيسا هاشيزومي
لوريتا كريستيانو أموديو (باليابانية: ロレッタ・クリスティアーノ・アモディオ، بالروماجي: Roretta Kurisutiāno Amodio)
مؤدية الصوت: كانا أويدا
جينا بولكلي (باليابانية: ジーナ・パウルクレイ، بالروماجي: Jīna Paurukurei)
مؤدية الصوت: يوشيكو ساكاكيبارا
إيان ماسغريف (باليابانية: ダグ، بالروماجي: Dagu)
مؤدية الصوت: ميكاكو كوماتسو
دوغ (باليابانية: ダグ، بالروماجي: Dagu)
مؤدي الصوت: هيرويوكي يوشينو
جويل رافو (باليابانية: ョエル・ラヴォー، بالروماجي: Joeru Rabō)
مؤدية الصوت: ماساكو إيسوبي
أورانوس كورسيكا (باليابانية: ウラノス・コルシカ، بالروماجي: Uranosu Korushika)
مؤدي الصوت: هيديوكي أوميزو
كونستانس رافو (باليابانية: コンスタンス・ラヴォー، بالروماجي: Konsutansu Ravō)
مؤدية الصوت: آمي كوشيميزو

## وصلات خارجية
- موقع المانغا الرسمي (باليابانية)
- موقع الأنمي الرسمي (باليابانية)
- غانغستا على موقع ANN manga (الإنجليزية)